# تونی بیل
تونی بیل (انگلیسی: Tony Bill؛ زادهٔ ۲۳ اوت ۱۹۴۰) هنرپیشه، کارگردان و تهیه‌کننده اهل ایالات متحده آمریکا است.
از فیلم‌های معروف او می‌توان به بازی در کمتر از صفر و نزاع هارلن کانتی اشاره کرد.